# ویکانتیتسه
ویکانتیتسه (به چکی: Vikantice) یک منطقهٔ مسکونی در جمهوری چک است که در شهرستان شومپرک واقع شده‌است.
 ویکانتیتسه ۱۰٫۰۳ کیلومتر مربع مساحت دارد  ۶۱۳ متر بالاتر از سطح دریا واقع شده‌است.